# Selecció de bàsquet de Mèxic

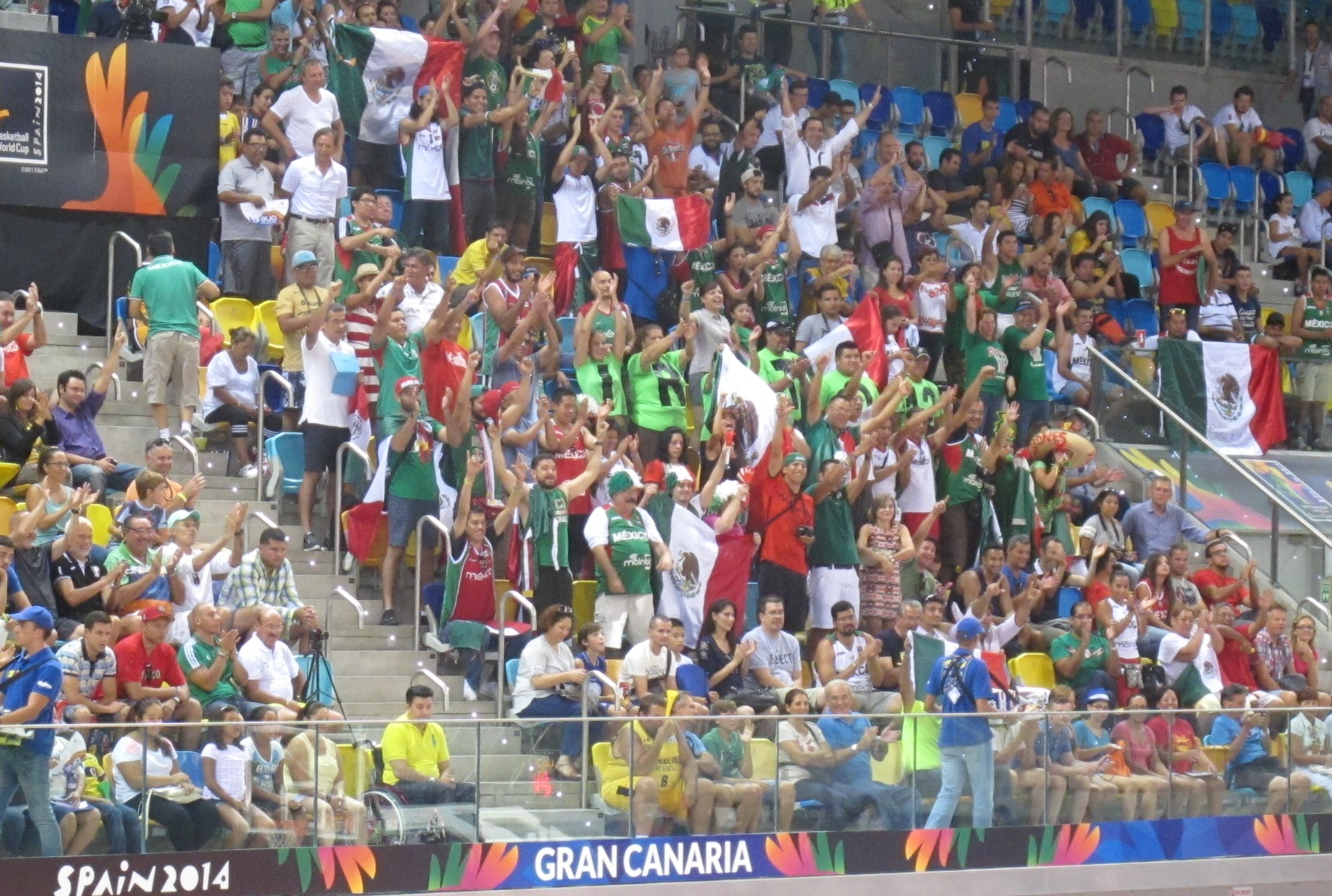
Seguidors mexicans a la Copa del Món de 2014.

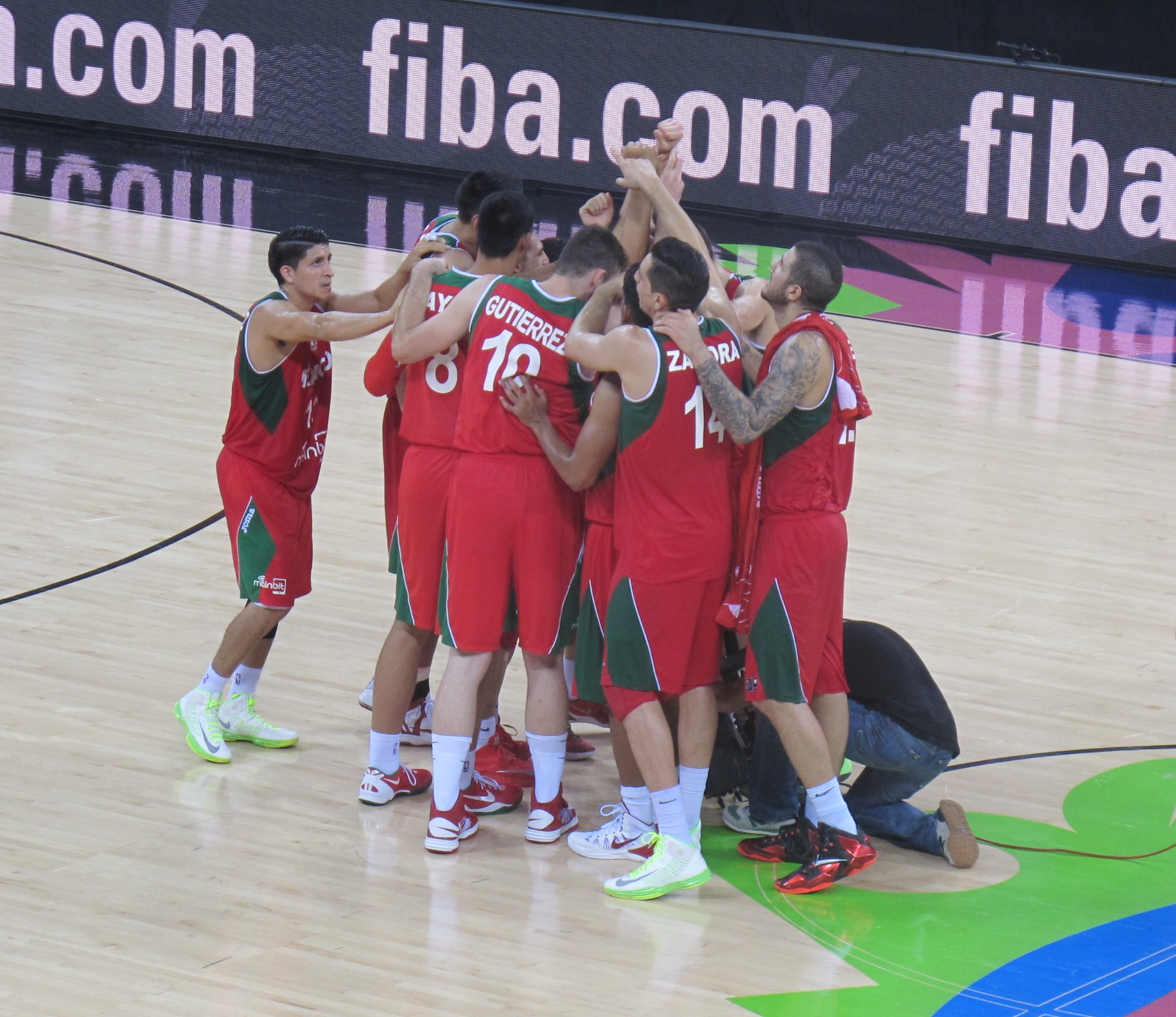
L'equip mexicà celebra una victòria.

La Selecció de bàsquet de Mèxic és l'equip format per jugadors de mexicans que representen la Federació Mexicana de Bàsquetbol a les competicions internacionals organitzades per la Federació Internacional de Bàsquet (FIBA) i el Comitè Olímpic Internacional (COI): els Jocs Olímpics, el Campionat mundial de Bàsquet i la FIBA AmeriCup. Pertany a la zona FIBA Amèrica.

## Classificacions

### Jocs Olímpics
- 1936 -  3
- 1948 - 4
- 1952 - 9
- 1960 - 12
- 1964 - 12
- 1968 - 5
- 1976 - 10

### Campionats mundials
- 1959 - 13
- 1963 - 9
- 1967 - 8
- 1974 - 9
- 2014 - 14

### Campionats americans
- 1984 - 4
- 1980 - 5
- 1984 - 6
- 1988 - 6
- 1989 - 9
- 1992 - 7
- 1997 - 10
- 2001 - 9
- 2003 - 6
- 2005 - 10
- 2007 - 7
- 2009 - 7
- 2013 -  1
- 2015 - 4
- 2017 -  3

### Campionats centre-americans
- 1965 -  1
- 1967 - 4
- 1973 -  2
- 1975 -  1
- 1977 - 4
- 1981 - 4
- 1985 - 4
- 1987 -  3
- 1989 - 4
- 1991 -  2
- 1993 - 5
- 1997 - 4
- 1999 - 5
- 2001 -  2
- 2003 -  3
- 2004 - 4
- 2006 - 4
- 2008 - 5
- 2010 - 6
- 2012 - 6
- 2014 -  1
- 2016 -  2

### Campionats centre-americans COCABA
- 2009 -  1

### Jocs Panamericans
- 1951 - 8
- 1955 - 4
- 1959 - 4
- 1963 - 7
- 1967 -  2
- 1971 - 4
- 1975 - 4
- 1979 - 8
- 1983 -  3
- 1987 - 4
- 1991 -  2
- 1995 - 5
- 2003 - 5
- 2011 -  2
- 2015 - 8
- 2019 - 7